# Papalelé
Hélio Alberto Delgado Silva (* 16. května 1998, Mindelo) známý jako Papalelé, je kapverdský fotbalový záložník či levý křídelník a reprezentant, který hraje za SFC Opava.

## Klubová kariéra
Odchovanec kapverdského CS Mindelense, se kterým vyhrál Kapverdský národní šampionát, když ve finálovém zápase vstřelil dvě branky. Papalelé hrál 4 roky v Portugalsku, hrál zde nejvýše druhou ligu. Postupně vystřídal kluby jako FC Porto, Leixões, Montalegre, Estrela či Anadia. 

### MFK Karviná
Dne 1. července 2023 přišel do Karviné za neznámou sumu. Prvoligový debut si odbyl dne 22. července 2023 proti Zlínu, připsal si asistenci a Karviná doma zvítězila 4:1. Hned v následujícím zápase proti Sigmě vstřelil svůj první ligový gól. Na jaře již v A-týmu seděl pouze na lavičce a hrál za B-tým.

### SFC Opava
Dne 3. srpna 2024 podepsal roční smlouvu v Opavě. Zde se znovu setkal se záložníky z Karviné Málkem a Rezkem.

## Reprezentační kariéra
Papalelé je taktéž v širším výběru Kapverdské fotbalové reprezentace. Debut za seniorskou reprezentaci si připsal dne 23. března 2022 v zápase proti výběru Guadeloupe, kde hrál místo zraněného Zé Luíse.